# Melatonina
La melatonina o N-acetil-5-metoxitriptamina es una hormona encontrada en todas las especies animales, incluidos los seres humanos, y también en plantas, hongos y bacterias, así como en algunas algas, en concentraciones que varían en función del ciclo diurno/nocturno. La melatonina se sintetiza a partir del neurotransmisor serotonina. Se produce, principalmente, en la glándula pineal, y participa en una gran variedad de procesos celulares, neuroendocrinos y neurofisiológicos, como controlar el ciclo diario del sueño.
Una de las características más sobresalientes respecto a la biosíntesis pineal de melatonina es su variabilidad a lo largo del ciclo circadiano, y su respuesta precisa a las variaciones en la  iluminación ambiental. Por ello, la melatonina se considera una neurohormona producida por los pinealocitos en la glándula pineal (localizada en el diencéfalo), la cual produce la hormona bajo la influencia del núcleo supraquiasmático del hipotálamo, que recibe información de la retina acerca de los patrones diarios de luz y oscuridad.
La glándula pineal de los humanos tiene un peso cercano a los 150 miligramos y ocupa la depresión entre el colículo superior y la parte posterior del cuerpo calloso. A pesar de la existencia de conexiones entre la glándula pineal y el cerebro, aquella se encuentra fuera de la barrera hematoencefálica, y está inervada principalmente por los nervios simpáticos que proceden de los ganglios cervicales superiores.[cita requerida]
En 1917, se observó in vitro que extractos de glándula pineal producían un aclaramiento en la piel de sapo. A finales de los 50, Aaron B. Lerner y colaboradores aislaron la hormona pineal a partir de pinealocitos bovinos y describieron su estructura química: 5-metoxi-N-acetiltriptamina (melatonina). Si bien durante mucho tiempo se consideró que la melatonina era de origen exclusivamente cerebral, se ha demostrado la biosíntesis del metoxindol en otros tejidos como la retina, la glándula harderiana, el hígado, el intestino, los riñones, las glándulas suprarrenales, el timo, la glándula tiroides, las células inmunes, el páncreas, los ovarios, el cuerpo carotídeo, la placenta y el endometrio.[cita requerida]
En el ser humano, se produce una síntesis constante de melatonina que disminuye abruptamente hacia los 40 años de edad. Se ha observado que la melatonina tiene, entre otras funciones, regular el reloj biológico y disminuir la oxidación. Los déficits de melatonina, así como su superávit en forma de suplementación pueden ir acompañados de insomnio y depresión y podrían provocar una paulatina aceleración del envejecimiento.
Existen alimentos que poseen precursores de la melatonina. Entre estos los más comunes son: la avena, las cerezas, el maíz, el vino tinto, los tomates, las patatas, las nueces, las ciruelas y el arroz.
La melatonina se vende en farmacias y parafarmacias con diferentes presentaciones y se emplea como alternativa a plantas medicinales o fármacos de prescripción para combatir el insomnio. Debe emplearse con precaución, pues no está exenta de efectos secundarios; no se tiene experiencia sobre efectos a largo plazo, y el tratamiento del insomnio debe individualizarse a las condiciones de cada paciente.

## Antecedentes históricos
La melatonina se descubrió por vez primera en relación con el mecanismo a través del cual algunos anfibios y reptiles cambian el color de su piel. En 1917, Carey Pratt McCord y Floyd P. Allen descubrieron que un extracto de glándula pineal de las vacas podía aclarar la piel de los renacuajos o de las ranas.
En 1958, el médico dermatólogo Aaron B. Lerner y sus colaboradores en la Universidad de Yale, buscando una sustancia de la glándula pineal que pudiese ser útil para el tratamiento de enfermedades de la piel, aislaron la hormona de extractos de la glándula pineal bovina y la denominaron melatonina. A mediados de la década de 1970, H. J. Lynch, R. H. Wurtman, M. A. Moskowitz, M. C. Archer y M. H. Ho demostraron que la producción de melatonina muestra un ritmo circadiano en la glándula pineal del ser humano.
El descubrimiento de que la melatonina es un antioxidante se llevó a cabo en 1993. La primera patente para su uso como auxiliar en dosis bajas para dormir se otorgó a Richard Wurtman, del MIT, en 1995. Cerca de esa fecha, la hormona recibió mucha publicidad en la prensa como posible tratamiento para muchas enfermedades. La revista The New England Journal of Medicine escribió, en su comentario editorial en el número de octubre del 2000: "Con estas cuidadosas y precisas observaciones recientes hechas en personas invidentes, se está volviendo evidente el verdadero potencial de la melatonina, y también la importancia de los tiempos de la aplicación de los tratamientos."

## Regulación de liberación de la melatonina
Se ha comprobado que la liberación de melatonina es un proceso de fototransducción que se estimula en la oscuridad: el ojo envía señales nerviosas a través del tracto retinohipotalámico, hace escala por el núcleo supraquiasmático, sale por la médula espinal al ganglio cervical superior, y de allí a la glándula pineal (donde finalmente se produce melatonina). Por tanto, la glándula pineal es un transductor neuroendocrino.[cita requerida]
En peces, anfibios y en algunos reptiles, los pinealocitos son solo células fotorreceptoras que responden a la luz a través de su polo receptor y regulan la liberación de melatonina a través de un marcapasos intrapineal. En las aves, son fotorreceptores intermedios, ya que la melatonina se regula sobre todo por el núcleo supraquiasmático del hipotálamo. En mamíferos, los pinealocitos son células secretoras, y la síntesis de melatonina está regulada por la luz a través del núcleo supraquiasmático (el marcapasos endógeno de los mamíferos). La forma cónica de estas células desaparece en los mamíferos.[cita requerida]

## Factores que modulan la secreción de melatonina
Se pueden dividir en dos grupos bien diferenciados:
- Ambientales: fotoperíodo, estaciones del año, temperatura.
- Endógenos: el estrés y la edad.

Hay tres patrones de secreción de melatonina. El tipo 1 es el que posee el hámster sirio (un pico brusco); el tipo 2 es propia de la rata albina y el humano (un aumento gradual hasta alcanzar el pico de secreción); el tipo 3 es el de la oveja (un aumento gradual, se alcanza el máximo y se mantiene un tiempo hasta que vuelve a disminuir). La melatonina permite la transducción del mensaje fotoperiódico, informando de si se está de día o de noche o la estación del año.

## Metabolismo
La melatonina (5'-hidroxitriptamina) alcanza su máxima concentración en la glándula pineal. Los mayores picos se originan en la oscuridad y los menores en las horas de luz. Sucede porque el paso limitante de la síntesis de melatonina es la enzima NAT (N-acetil transferasa). Esta enzima tiene menores niveles de actividad por el día y mayores por la noche, y es la encargada de pasar la melatonina a N-acetil melatonina. La HOMT (hidroxil-indol metil transferasa) acaba el ciclo con la síntesis de melatonina. Una vez que se estimula, el pinealocito segrega melatonina a la sangre, unida a albúmina (65 % de las ocasiones) o libre (35 %). La vida media de la melatonina es de 10-15 minutos. Se metaboliza por la sangre, hígado o cerebro, entre las 23:00 y las 7:00 del día siguiente de la producción. En el hígado la 6-OH-melatonina pasa a sulfato y glucuronato y va a la orina. En el cerebro pasa a compuestos derivados de la quinoneimina. Las señales hormonales acompañan a las señales nerviosas que llegan a las terminaciones nerviosas del ganglio cervical superior.

## Distribución
La melatonina producida en la glándula pineal actúa como una hormona endocrina, ya que es liberada al torrente circulatorio, mientras que la producida en la retina y en el tracto gastrointestinal actúa como una hormona paracrina.
Los lugares de acción de la melatonina son neurales (hipocampo, hipófisis, hipotálamo, retina, glándula pineal y otros) y no neurales (gónadas, intestino, vasos sanguíneos, células inmunes, y otros).

## Función
Los receptores de la melatonina son específicos, saturables y reversibles, y los lugares de acción neurales afectan a los ritmos circadianos. Los no neurales afectan a la función reproductora, y los periféricos tienen diversas funciones.[cita requerida]
Se vio que los tumores pineales llevaban a una pubertad tardía. La glándula pineal inhibe las gónadas. La administración, por tanto, depende de la especie, de la pauta de administración y el momento del tratamiento. La mayoría de los animales tienen ciclos de fertilidad e infertilidad. Hay reproductores de días largos y de días cortos. Los primeros se activan por el aumento de la duración del fotoperiodo, y los segundos por la disminución. La pinealectomía bloquea los efectos de la luz sobre la función gonadal. La administración de melatonina reproduce el fenómeno en los animales pinealectomizados. Los reproductores de días cortos tienen su actividad máxima en invierno. Luego la melatonina no es ni progonadal ni antigonadal, sino que es una señal cronológica circulante e informa al organismo del momento en que se encuentra (información de calendario); es una interacción neuroendocrino-reproductor. Estudios recientes han concluido que la administración de melatonina en mujeres premenopáusicas produce una mejora significativa en el funcionamiento tiroidal y los niveles de gonadotropinas, así como una restauración de la fertilidad y la menstruación, y previene la depresión asociada con la menopausia.
Los receptores de melatonina parecen ser importantes en los mecanismos de aprendizaje y memoria de ratones, y la melatonina puede alterar los procesos electrofisiológicos
asociados con la memoria, como la potenciación a largo plazo (LTP). Puesto que el TDAH se suele tratar con metilfenidato (MFD) (el cual causa insomnio en el 54 % de los pacientes), la melatonina se administra para reducir este efecto secundario. Muchos estudios clínicos indican que la suplementación con melatonina es un tratamiento efectivo contra las migrañas y las cefaleas. La melatonina también ha demostrado ser efectiva contra un tipo de depresión, el desorden afectivo estacional (SAD).[cita requerida]
La melatonina influye sobre el sistema inmunológico, sida, cáncer, envejecimiento, enfermedades cardiovasculares, cambios de ritmo diarios, sueño, afecciones psiquiátricas. Los cambios de ritmos están asociados al "jet lag" (pasajeros de viajes transoceánicos), trabajadores de turno de noche y síndrome de retraso de la hora de sueño. La melatonina se usa para combatir estos trastornos del sueño. Se ha comprobado que la melatonina reduce el daño en tejidos debido a isquemia tanto en el cerebro como en el corazón; sin embargo, no ha sido probado en humanos.[cita requerida]. 

## Sistema inmunitario
Aunque se sabe que la melatonina actúa sobre el sistema inmunitario, los detalles permanecen confusos. La melatonina tiene receptores en los linfocitos T colaboradores (membrana, citoplasma y núcleo), y producen interleucina 4, que a su vez provoca la producción de inmunoglobulina A en las células B. También estimula a los fagocitos y a los linfocitos T citotóxicos. A concentraciones farmacológicas, inhibe la formación de radicales libres en fagocitos.[cita requerida]
También si bien se sabe que la melatonina interactúa con el sistema inmunitario, los detalles de esas interacciones no están claros. Un efecto antiinflamatorio parece ser el más relevante. Ha habido pocos ensayos diseñados para juzgar la efectividad de la melatonina en el tratamiento de enfermedades. La mayoría de los datos existentes se basan en ensayos pequeños e incompletos. Se cree que cualquier efecto inmunológico positivo es el resultado de la acción de la melatonina sobre los receptores de alta afinidad (MT1 y MT2) expresados en células inmunocompetentes. En estudios preclínicos, la melatonina puede mejorar la producción de citocinas, y al hacer esto, contrarresta las inmunodeficiencias adquiridas. Algunos estudios también sugieren que la melatonina podría ser útil para combatir enfermedades infecciosas, incluidas las virales, como el VIH, y las infecciones bacterianas, y potencialmente en el tratamiento del cáncer.
La disminución de la secreción de melatonina acelera los procesos de envejecimiento. El timo y la glándula pineal empiezan a envejecer a partir de la pubertad. La melatonina atenúa el daño celular por radicales libres, estimula el sistema inmunitario, protege el sistema cardiovascular, estabiliza los ritmos biológicos del cuerpo y estimula la producción de la hormona de crecimiento (GH). Un experimento comprobó que la melatonina aumentaba en un 20 por ciento la vida de los ratones (aunque podría ser debido a factores asociados).[cita requerida]
La hormona melatonina, capaz de modular la respuesta inmunitaria innata y adaptativa, promueve un aumento del peso de órganos inmunitarios y estimula su función a través de la activación de la proliferación celular y de mediadores inmunológicos en timo, bazo y médula ósea. Además, estimula la actividad de neutróﬁlos, macrófagos y células NK y modula la producción de citoquinas. Respecto a la inmunidad adaptativa, la melatonina favorece el incremento de linfocitos B y T; regula tanto la respuesta humoral como la celular por medio de la modulación de mediadores, como la 5-lipoxigenasa o la IL-2.[cita requerida]

### Citocinas
Se ha propuesto que la melatonina regula el sistema inmunitario al afectar a las citocinas producción en células inmunocompetentes. La melatonina mejora la producción de IL-2, IFN-gamma e IL-6 por células mononucleares humanas cultivadas. Melatonina, por la activación de los monocitos, aumenta la producción de IL-1, IL-6, TNF-alfa y ROS. La melatonina también aumenta la producción de IL-12 por parte de los monocitos. La estimulación repetida de las células T auxiliares (Th) en presencia de IL-12 hace que las células Th se diferencien en células Th1, que producen IL-2 e IFN-gamma y son particularmente eficaces para mejorar las respuestas inmunitarias que involucran macrófagos y otros fagocitos. La melatonina aumenta la producción de IFN-gamma por las células Th1. El aumento de la actividad de las células NK por la melatonina se atribuye al aumento de la producción de IL-2 e IL-12.
Los propios linfocitos humanos juegan un papel importante en la estimulación de IL-2. producción de forma autocrina o paracrina. Después del tratamiento con melatonina, aumentó la expresión génica de TGF-β, CSF-1, TNF-α y factor de células madre (SCF) en las células del exudado peritoneal, y el nivel de expresión génica de IL-1β, CSF-1,y también se informaron TNF-α, IFN-γ y SCF en esplenocitos.

### Inmunidad innata
Varios estudios apoyan la acción inmunorreguladora de la melatonina sobre el sistema inmunitario innato del organismo. La melatonina estimula la producción de células progenitoras de granulocitos y macrófagos (GM-CFU) y tiene una acción estimulante general sobre la hematopoyesis. Los receptores de melatonina son detectables en el linaje de monocitos / macrófagos y la unión de la melatonina a estos receptores estimula la producción de células GMCFU.

### Inmunidad celular y humoral
Además de su acción estimulante sobre la producción de varias citocinas que regulan la función inmunológica, las propiedades inmunopotenciadoras de la melatonina se han atribuido a una acción directa sobre las células inmunocompetentes (por ejemplo, células de granulocitos-macrófagos, células NK y linfocitos). Estudios anteriores demostraron que el timo es un objetivo principal de la acción de la melatonina. El timo es un órgano de la juventud en los mamíferos, sin embargo, cualquier influencia sobre el timo en la juventud tendrá efectos profundos en el sistema inmunitario de los mamíferos ancianos. Un hito, una demostración anterior reveló que los ratones jóvenes pinealectomizados experimentaron una involución acelerada del timo. También se ha informado de la presencia de sitios de unión de melatonina en preparaciones de membranas de timo de no mamíferos (pato). Los ratones mantenidos bajo luz constante o administrados con bloqueadores beta-adrenérgicos mostraron una disminución de la celularidad del timo y el bazo que se revirtió con la administración de melatonina exógena al final de la tarde.
Finalmente, han demostrado que la melatonina administrada por vía oral puede promover sustancialmente la supervivencia (anti-apoptosis) de los linfocitos B precursores (responsables de la inmunidad humoral) en el sitio de generación de linfocitos B, es decir, la médula ósea. Esto indica que el tratamiento con melatonina puede aumentar la supervivencia de las células B maduras, que son los elementos funcionales de la inmunidad humoral.
La melatonina mejora la inmunidad tanto humoral como mediada por células. La administración de melatonina a ratones normales o inmunodeprimidos elevó las respuestas de anticuerpos in vitro e in vivo. El efecto inmuno potenciador de la melatonina implica péptidos opioides; la melatonina estimula a las células Th para que secreten péptidos opioides que tienen efectos reguladores en una variedad de células inmunes. Según Nelson y Drazen, la melatonina es parte de un sistema fisiológico complejo que coordina los procesos reproductivos, inmunológicos y otros procesos fisiológicos para hacer frente a los factores estresantes energéticos durante el invierno. Los estudios en aves también indican que la melatonina estimula las respuestas tanto celulares como humorales y que la respuesta involucra a opiáceos intermedios. La función inmunoestimuladora de la melatonina se ejerce principalmente sobre las células Th y sobre los precursores de los linfocitos T. Existe la posibilidad de que la melatonina pueda actuar como un autocoide en la médula ósea, como lo demuestra la demostración de la síntesis de melatonina en las células de la médula ósea de ratones y humanos.
La función inmunoestimuladora de la melatonina se ejerce principalmente sobre las células Th y sobre los precursores de los linfocitos T. Existe la posibilidad de que la melatonina pueda actuar como un autocoide en la médula ósea, como lo demuestra la demostración de la síntesis de melatonina en las células de la médula ósea de ratones y humanos. La existencia de sitios de unión de melatonina específicos en las células linfoides proporciona evidencia de un efecto directo de la melatonina en la regulación del sistema inmunológico. Mediante el uso del agonista de melatonina 2, se han caracterizado sitios de unión de alta afinidad y una vía de transmisión de señales para la melatonina en linfocitos humanos. La melatonina también contrarrestó el efecto inhibidor de la prostaglandina E2 sobre la producción de IL-2 en linfocitos humanos a través de su receptor de membrana MT1. La melatonina aumenta los linfocitos CD4 + y disminuye los linfocitos CD8 + en los ganglios linfáticos submaxilares de rata. En conjunto, estos estudios indican que la melatonina posee importantes propiedades inmunoestimulantes y sugieren que la melatonina puede favorecer una respuesta Th1.
Además de la liberación de citocinas proinflamatorias Th1, como Interferón gamma e IL-2, la administración de melatonina a ratones sensibilizados con antígeno aumentó la producción de IL10, lo que indica que la melatonina también puede activar respuestas inmunitarias antiinflamatorias similares a Th-2 en determinadas circunstancias. Por lo tanto, aún no está claro si la melatonina actúa solo sobre las células Th1 o si también afecta a las células Th2. Este es un tema importante ya que el equilibrio Th1/Th2 es significativo para la respuesta inmunitaria. Relevante para esto, el tratamiento con melatonina suprimió la estimulación in vitro subsiguiente por los agentes mitogénicos LPS (que estimula las células B) y Con A (que estimula las células T) en los ganglios linfáticos submaxilares. Además, también se ha demostrado una influencia inhibidora de la melatonina sobre parámetros de la función inmune, es decir, en la actividad de las células NK humanas, síntesis de ADN, síntesis de IFN-gamma y TNF-alfa, así como en la proliferación de linfocitos T y células linfoblastoides. las líneas estaban deprimidas por la melatonina. La melatonina puede corregir inmunodeficiencias secundarias al estrés agudo, enfermedades virales y tratamiento farmacológico. En condiciones inmunodeprimidas, la acción inmunopotenciadora de la melatonina parece estar restringida a los linfocitos T.

## Reloj biológico
En el cerebro, hay una región fundamental llamada el núcleo supraquiasmático (NSQ), que es esencial para controlar nuestros ritmos circadianos. Este núcleo funciona como un reloj interno, ajustándose a señales del entorno, como la luz solar, para regular diversas funciones biológicas. Gracias a un complejo sistema de retroalimentación y ajuste, el reloj biológico asegura que nuestros ritmos circadianos se mantengan estables y sincronizados.

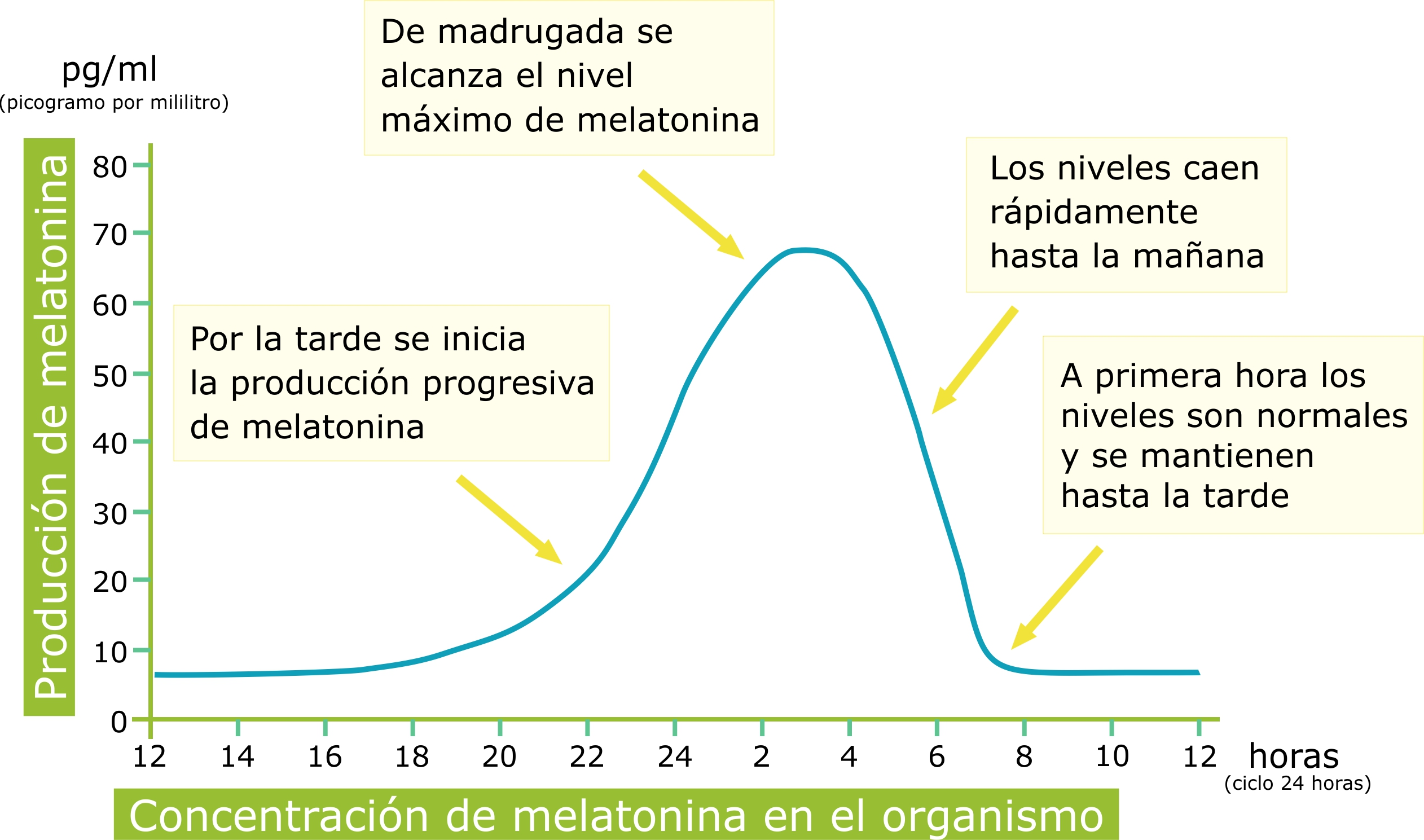
Producción de melatonina durante un ciclo de 24 horas

Habitualmente, la producción de melatonina por la glándula pineal es inhibida por la luz y estimulada por la oscuridad. Por esta razón, la melatonina ha sido llamada "la hormona de la oscuridad". La secreción de melatonina alcanza su pico en la mitad de la noche, y gradualmente cae durante la segunda mitad de la noche.
La melatonina exógena reajusta la mayoría de los ritmos en los vertebrados y en los invertebrados. Incluso, afecta a plantas y organismos unicelulares. La melatonina induce actividad en animales nocturnos y lleva al sueño en los diurnos.[cita requerida]

## Uso médico
La melatonina únicamente ha sido aprobada como medicamento para el tratamiento a corto plazo del insomnio primario en pacientes mayores de 55 años. Un estudio de 2004 encontró que la melatonina aumentó significativamente el tiempo total de sueño en las personas que sufren de la privación del sueño.
Para muchos tipos de trastornos del sueño, la melatonina no es eficaz. Un análisis de 2006 encontró que, a pesar de que es seguro para el uso a corto plazo (de tres meses o menos), "no hay evidencia de que la melatonina sea efectiva en el tratamiento de trastornos secundarios del sueño o los trastornos del sueño que acompañan a la restricción del sueño, como el desorden de sueño por turno de trabajo."
En un estudio de 2005, los investigadores concluyeron que, si bien "hay una cierta evidencia que sugiere que la melatonina es efectiva en el tratamiento del síndrome de la fase del sueño retrasada (SFSR), hay pruebas que sugieren que la melatonina no es eficaz en el tratamiento de la mayoría de los trastornos del sueño primarios a corto plazo (4 semanas o menos)."

### Trastornos del ritmo circadiano
La melatonina exógena tomada al anochecer es, junto con la fototerapia, uno de los tratamientos que se han empleado para el síndrome de la fase del sueño retrasada (SFSR) y el trastorno por ciclo vigilia-sueño diferente de 24 horas (non-24-hour sleep–wake disorder). En estos trastornos del sueño, los ritmos circadianos del sujeto no están sincronizados con el ciclo ambiental. Por otra parte, la melatonina parece tener algún uso contra otros trastornos del sueño relacionados con la alteración del ritmo circadiano, así como el jet lag y los problemas de las personas que trabajan en turnos nocturnos. La melatonina reduce la latencia del inicio del sueño, sobre todo en las personas con síndrome de la fase de sueño retrasada, más que en las personas con otros tipos de insomnio.

## Estudios de investigación
La melatonina ha sido estudiada como un tratamiento potencial al reflujo gastroesofágico, enfermedad de Alzheimer, cáncer, trastornos de la inmunidad, enfermedades cardiovasculares, depresión, trastorno afectivo estacional, trastornos del sueño del ritmo circadiano (circadian rhythm sleep disorder en inglés), disfunción sexual, e insomnio en los ancianos. Liberando de manera prolongada la melatonina ha mostrado buenos resultados en el tratamiento del insomnio en los adultos mayores. Puede mejorar la desalineación circadiana y el trastorno afectivo estacional. Investigaciones básicas indican que la melatonina puede desempeñar un papel en la modulación de los efectos de las drogas de abuso tales como cocaína. Melatonina también puede funcionar como antioxidante.

### Enfermedades neurodegenerativas
La melatonina se considera teóricamente un fármaco que podría en un futuro tener algún papel terapéutico en las enfermedades neurodegenerativas, entre ellas la enfermedad de Alzheimer, la corea de Huntington, la enfermedad de Parkinson y la esclerosis lateral amiotrófica. Sin embargo, apenas existen trabajos que aporten evidencias sobre la utilidad de su uso, por lo que no se recomiendan como terapéutica para ninguna de estas enfermedades cerebrales. El número de ensayos clínicos que se han realizado con esta finalidad es muy reducido y de baja calidad metodológica por lo que no es posible obtener conclusiones que justifiquen su empleo para estas patologías.
Los receptores de melatonina parecen ser importantes en los mecanismos de aprendizaje y memoria en ratones, y la melatonina puede alterar procesos electrofisiológicos asociados con la memoria, tales como potenciaciones a largo plazo. La melatonina también inhibe la agregación de la proteína beta-amiloide en microagregados neurotóxicos que, al parecer, son la base de la neurotoxicidad de esta proteína, causando la muerte de las neuronas y formación de ovillos neurofibrilares, el otro punto de referencia neuropatológico de la enfermedad de Alzheimer.

### Delirio
En varios ensayos clínicos se ha estudiado la mejoría del delirio en pacientes ancianos tratados con melatonina. Aunque en algunos de ellos se han obtenido resultados positivos, es precipitado afirmar que la melatonina puede utilizarse para tratar a personas con delirio, sería necesario para ello realizar estudios más amplios y con mayor número de pacientes. Por este motivo no existe indicación para que las personas con delirio tomen melatonina con la finalidad de intentar aliviar este síntoma.

### Estimulantes
La investigación muestra que después de que la melatonina se administra a pacientes con TDAH con metilfenidato, el tiempo necesario para quedarse dormido se reduce significativamente. Además, los efectos de la melatonina después de tres meses no mostraron ningún cambio de sus efectos después de una semana de uso.

### Cefalea
Varios estudios clínicos indican que el tratamiento preventivo con melatonina podría tener alguna eficacia en ciertos tipos de cefalea, entre ellas la migraña y la cefalea en racimos. Sin embargo, no existen estudios suficientes que permitan recomendar su uso con esta indicación.

### Trastornos del estado del ánimo
Se ha demostrado que la melatonina ha sido eficaz en el tratamiento del trastorno afectivo estacional, una forma de depresión, y está siendo considerada para trastornos de bipolaridad y otros en los que los trastornos circadianos están involucrados. Fue observado en 1985 que el trastorno bipolar pudo haber elevado la sensibilidad a la luz, es decir, un mayor decrecimiento en secreción de melatonina en respuesta a exposición de luz en la noche, como un "marcador de rasgo" (una característica de ser bipolar, que no cambia con el estado). Esto podría poner en contraste con pacientes bipolares recuperados libres de drogas que muestran sensibilidad a la luz normal.

### Cáncer
Una revisión del año 2013 realizada por el "National Cancer Institute" determinó que no existían evidencias sólidas sobre el uso terapéutico de la melatonina en el tratamiento del cáncer. Una revisión anterior de 2005 encontró indicios de que el tratamiento con melatonina podía disminuir la mortalidad de algunos tipos de cáncer, no obstante los estudios analizados en esta revisión no usaban un protocolo doble ciego, por lo que sus conclusiones no son válidas y no se han confirmado en estudios posteriores.

### Bilis
Los niveles de melatonina en la bilis son mucho más altos que los existentes en sangre. La existencia de melatonina en la bilis podría ser muy importante para prevenir el daño oxidativo causado al epitelio de las vías biliares y el intestino delgado por los ácidos biliares.

### Obesidad
La melatonina está implicada en el metabolismo de la energía y el control del peso corporal en los animales. En varios estudios con animales, se ha comprobado que los suplementos de melatonina en el agua potable reducen el peso corporal y la grasa abdominal en ratas de laboratorio. El efecto de la pérdida de peso no exigía a los animales a comer menos y ser más activos físicamente. Este efecto podría deberse a un aumento en la tasa metabólica basal mediante la estimulación de la termogénesis. Por otra parte, la melatonina podría facilitar la transformación de la grasa blanca en grasa parda. No obstante, debe tenerse en cuenta que se trata de trabajos de investigación realizados con ratas de laboratorio y no pueden extrapolarse a humanos, por lo que no se recomienda realizar tratamiento con melatonina con la intención de disminuir el peso o controlar la obesidad.

### Protección de la radiación
Estudios en animales y humanos han demostrado la melatonina como potencialmente radioprotectora. Por otra parte, es un protector más eficiente que la amifostina, un agente comúnmente usado para este propósito. Se cree que el mecanismo de la melatonina en la protección contra la radiación ionizante para involucrar basura de los radicales libres. Se estima que casi el 70 % del daño biológico causado por la radiación ionizante es atribuible a los radicales libres, especialmente el radical hidroxilo que ataca el ADN, las proteínas y las membranas celulares. La melatonina ha sido sugerido como un agente radioprotector, con las ventajas propuestas de ser ampliamente protectora, fácilmente disponibles, por vía oral autoadministrada, y sin efectos secundarios conocidos.

### Tinnitus
Algunos estudios médicos que implican pacientes adultos indican que la melatonina puede ser beneficiosa en el tratamiento del tinnitus.

## Liberación prolongada
La melatonina está disponible como fármaco de liberación prolongada, y es un fármaco de prescripción. Se comercializan comprimidos que contienen 2 mg de melatonina y en ensayos clínicos ha demostrado que en pacientes mayores disminuye la latencia de sueño (tiempo que tarda en quedarse dormido), mejora la calidad de sueño y la funcionalidad diaria.
La melatonina se libera gradualmente durante 8-10 horas, mimetizando el perfil de secreción endógena de melatonina.
La Agencia Europea del Medicamento (EMA) ha aprobado melatonina en comprimidos de 2 mg para pacientes de 55 años o mayores, como monoterapia para tratamiento a corto plazo (hasta 13 semanas) de insomnio primario caracterizado por un sueño de baja calidad.
Otras agencias de países que han aprobado este fármaco son: la Australian Therapeutics Goods Administration (TGA),
el SwissMedic Schweizerisches Heilmittelinstitut,
El Ministerio de Alimentos y Seguridad de los Medicamentos de Corea del Sur (MFDS),
y el Ministerio de Salud de Israel (MOH).